# Sami Özkara
Sami Özkara (* 1940) ist ein in Deutschland lebender türkischer Roman- und Sachbuchautor.
Mit Inşallah, hoffentlich legte er 1974 sein erstes Werk, einen Roman vor. Damit gehört er zu den ersten deutschsprachigen Vertretern der damals sogenannten türkischen Gastarbeiterliteratur.
In den 1980er Jahren veröffentlichte Özkara, inzwischen freier Bildungsreferent bei der Friedrich-Ebert-Stiftung und der Rheinisch-Westfälischen Auslandsgesellschaft, Sachbücher, vornehmlich zu Fragen des Bildungswesens. 2008 erschien mit Teoman ein weiterer Roman. Dieser ist im Wesentlichen autobiografisch. Özkara promovierte in der Bundesrepublik Deutschland.